# Lindach (Hohenwart)
Lindach ist ein Pfarrdorf und Ortsteil des oberbayerischen Marktes Hohenwart im Landkreis Pfaffenhofen an der Ilm.

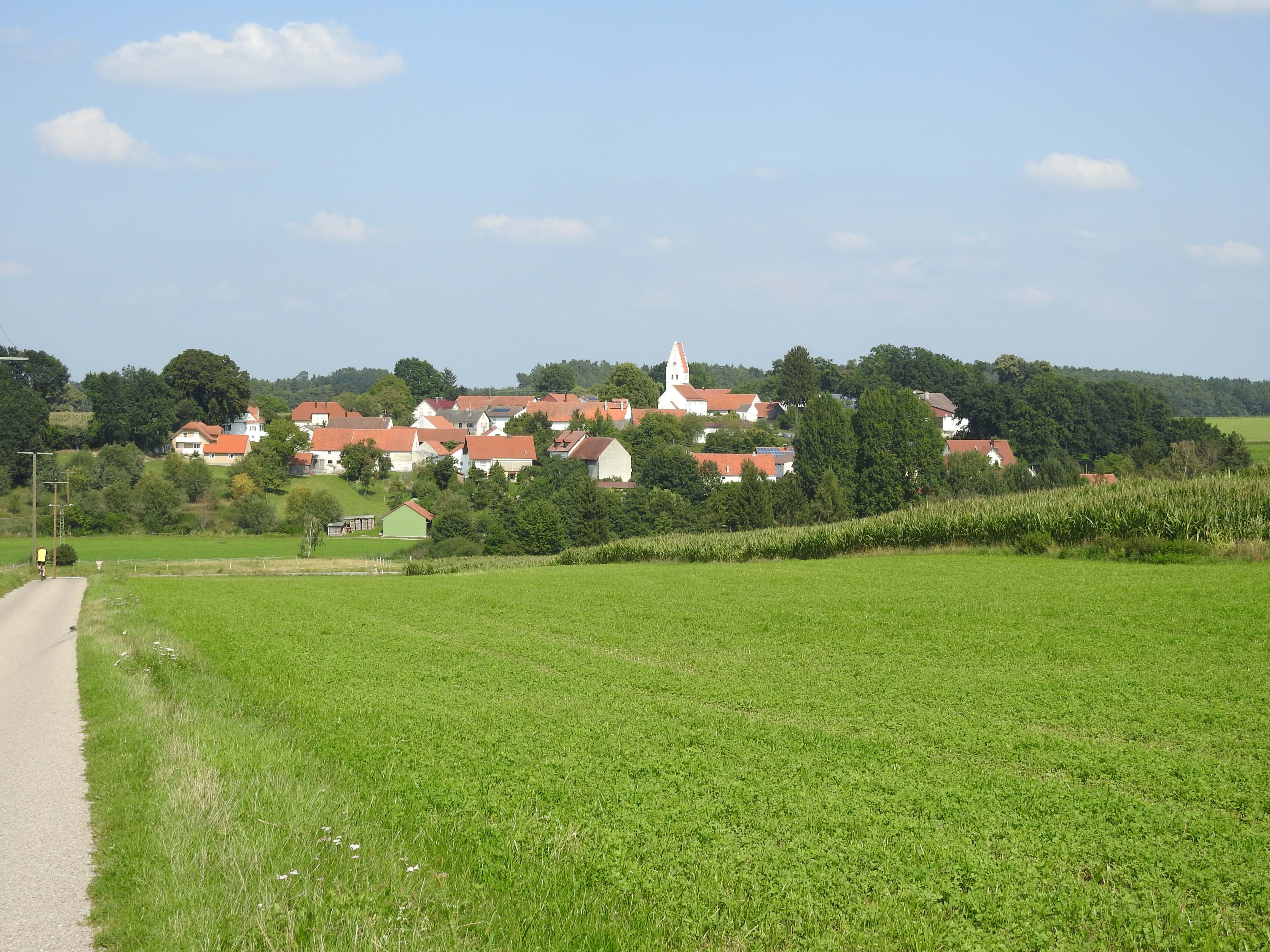
Lindach von Westen

## Geschichte
Erstmals erwähnt wird Lindach im 11. Jahrhundert, als adelige Grundherren befestigte Höfe errichteten. Dietrich Graf von Toerring kaufte 1646 die ehemalige Hofmark und vereinigte sie mit Pörnbach.
Lindach gehörte als Ortsteil von Weichenried zum Landkreis Schrobenhausen; die Gemeinde wurde am 1. Januar 1972 in den Markt Hohenwart eingegliedert. Mit der Auflösung des Landkreises Schrobenhausen wurde die Marktgemeinde am 1. Juli 1972 in den Landkreis Pfaffenhofen an der Ilm umgegliedert.
Im Jahr 2002 erreichte Lindach beim Wettbewerb Unser Dorf soll schöner werden – Unser Dorf hat Zukunft auf Kreisebene den ersten Platz.

## Sehenswürdigkeiten
Die Pfarrkirche St. Ulrich stammt aus dem 13. und 15. Jahrhundert, das Langhaus wurde 1854 verlängert. Die Friedhofsmauer ist im Kern aus dem 17. Jahrhundert. Das danebenliegende ehemalige Pfarrhaus wurde etwa 1705 erbaut und Ende der 1990er-Jahre renoviert.